# Adquisición (psicología)
En psicología, la adquisición es el proceso descrito en condicionamiento clásico el cual indica la aparición de una nueva asociación entre un estímulo neutro (EN) y un estímulo incondicionado (EI): el estímulo condicionado (EC). Es posible detectar esta nueva asociación a través de la aparición de una respuesta condicionada (RC) ante la presencia de, a partir de ese momento, el nuevo estímulo condicionado (anteriormente estímulo neutro).
Este proceso es opuesto al de extinción, y por tomar ejemplo descriptivo, siguiendo el experimento más comúnmente conocido de Iván Pávlov, la Adquisición hace referencia al momento en que se presencia salivación del perro (RC) como respuesta al sonido de la campana (EC), la cual indica que se le proporcionará comida (EI). Por lo tanto, la Adquisición es la etapa inicial del aprendizaje conductual en donde una respuesta se establece por primera vez y se fortalece gradualmente.